# Cornelia Kazis
Cornelia Kazis (* 1952 in Basel) ist eine Schweizer Journalistin und Pädagogin.

## Leben
Nach dem Studium arbeitete Kazis acht Jahre als Primarlehrerin, danach 30 Jahre als Fachredaktorin für Erziehungs- und Bildungsfragen. Neben ihrer Arbeit für Radio SRF ist sie auch publizistisch tätig, u. a. als Autorin von mehreren Büchern und durch Artikel in der Neuen Zürcher Zeitung zu Erziehungs- und Bildungsfragen.
Für ihre Arbeit Letzte Tage in NZZ Folio wurde sie 2000 mit dem Egon-Erwin-Kisch-Preis ausgezeichnet. 2003 erhielt sie den Zürcher Journalistenpreis für die Arbeit Schrecken der Nähe, die sich mit der Krankenpflege auseinandersetzte.
Kazis war bis Herbst 2017 freischaffende Redaktorin bei DRS 1 und DRS 2 und gibt Schulungen und Vorträge zu Bildungsthemen. Sie lebt in Basel.

## Werke
- mit Ursula Baumgard: Dem Schweigen ein Ende: Sexuelle Ausbeutung von Kindern in der Familie. Lenos-Verlag, Basel 1988, ISBN 3-85787-169-5.
- mit Ursula Barz-Buri: Buchstäblich sprachlos: Analphabetismus in der Informationsgesellschaft. Lenos-Verlag, Basel 1991, ISBN 3-85787-205-5.
- mit Bettina Ugolini: Ich kann doch nicht immer für Dich da sein. Wege zu einem besseren Miteinander von erwachsenen Kindern und ihren Eltern. Piper Verlag, 2008.
- Weiterleben, Weitergehen, Weiterlieben, Wegweisendes für Witwen. Xanthippe Verlag, Zürich/München 2019, ISBN 978-3-905795-66-0.